# Laura Süßemilch
Laura Süßemilch née le 23 février 1997 à Weingarten, est une coureuse cycliste allemande. Spécialiste de la piste, elle est notamment championne du monde (2021) et championne d'Europe de poursuite par équipes (2021).

## Biographie
Laura Süßemilch pratique le cyclisme depuis 2006. En 2013, elle est double championne d'Allemagne cadettes (moins de 17 ans) en poursuite et en omnium. L'année suivante, elle est championne d'Allemagne du scratch et remporte deux titres juniors sur la poursuite et la course aux points. En 2015, elle ajoute deux nouveaux titres nationaux chez les juniors sur la poursuite par équipes et la course aux points juniors.
Aux championnats d'Allemagne de 2016 à Cottbus, elle devient championne d'Allemagne de poursuite par équipes avec Sofie Mangertseder, Tatjana Paller et Katja Breitenfellner. Aux championnats d'Europe espoirs (moins de 23 ans) en 2017, 2018 et 2019, elle décroche la médaille de bronze sur la poursuite par équipes avec le quatuor allemand.
En 2021, Laura Süßemilch est sélectionnée pour participer à la poursuite par équipes aux Jeux olympiques de Tokyo, où elle remplace Gudrun Stock, absente pour des raisons de santé. L'équipe allemande est finalement championne olympique, mais Süßemilch, remplaçante, ne participe pas à la compétition. Peu après, elle retrouve une place de titulaire pour devenir successivement championne d'Europe et championne du monde de poursuite par équipes.
En juillet 2022, elle participe au premier Tour de France Femmes, mais doit abandonner en raison de deux vertèbres fracturées, après avoir chuté sur la première et la deuxième étape. De retour en Allemagne, il lui est diagnostiqué autre fracture vertébrale, une côte cassée et une fracture à l'arrière de la tête. Elle déclare forfait pour le reste de la saison et notamment les mondiaux sur piste.

## Palmarès sur piste

### Jeux olympiques
- Paris 2024
  - 6e de la poursuite par équipes

### Championnats du monde
| Édition / Épreuve | Poursuite par équipes                                      |
| Roubaix 2021      | Or (avec Mieke Kröger, Franziska Brauße et Lisa Brennauer) |
| Ballerup 2024     | Argent                                                     |

### Coupe des nations
- 2021
  - 2e de la poursuite à Cali
- 2022
  - 1re de la poursuite par équipes à Glasgow (avec Franziska Brauße, Mieke Kröger et Lisa Klein)
- 2023
  - 2e de la poursuite par équipes à Milton
  - 3e de la poursuite par équipes au Caire
- 2025
  - 1re de la poursuite par équipes à Konya

### Championnats d'Europe
| Édition / Épreuve     | Poursuite individuelle | Poursuite par équipes | Course aux points | Élimination |
| Anadia 2017 (espoirs) |                        | Bronze                |                   | 7e          |
| Aigle 2018 (espoirs)  | 4e                     | Bronze                |                   |             |
| Gand 2019 (espoirs)   | 5e                     | Bronze                |                   |             |
| Granges 2021          |                        | Or                    | 8e                |             |
| Granges 2023          |                        | Bronze                | 14e               |             |
| Apeldoorn 2024        |                        | Bronze                |                   |             |
| Heusden-Zolder 2025   |                        | Argent                |                   |             |

### Championnats d'Allemagne
- 2014
  -  Championne d'Allemagne du scratch
  -  Championne d'Allemagne de poursuite juniors
  -  Championne d'Allemagne de la course aux points juniors
- 2015
  -  Championne d'Allemagne de poursuite par équipes juniors
  -  Championne d'Allemagne de la course aux points juniors
- 2016
  -  Championne d'Allemagne de poursuite par équipes
- 2022
  -  Championne d'Allemagne de poursuite par équipes
  -  Championne d'Allemagne du scratch
- 2025
  -  Championne d'Allemagne de poursuite par équipes

## Palmarès sur route

### Résultats sur les grands tours

#### Tour de France
1 participation
- 2022 : abandon ([[2e étape du Tour de France Femmes 2022|2e étape]])

### Classements mondiaux
| Année                                 | 2019 | 2020 | 2021 | 2022 | 2023  |
| ------------------------------------- | ---- | ---- | ---- | ---- | ----- |
| Classement UCI                        | 850e | nc   | 955e | 625e | 1380e |
| UCI World Tour                        | nc   | nc   | nc   | 229e | nc    |
|                                       |      |      |      |      |       |
| Légende : nc = non classéSource : UCI |      |      |      |      |       |